# 栄出入口
栄出入口（さかえでいりぐち）とは、愛知県名古屋市中区大須に事業中の名古屋高速道路2号東山線の出入口である。
2021年（令和3年）8月24日、当出入口を整備することについて国土交通大臣の事業許可を受けた。2028年（令和10年）度の完成を予定している。

## 接続道路
- 若宮大通（名古屋駅方面）

## 隣
名古屋高速2号東山線
(201 211)白川出入口 - 栄出入口（予定） - 丸田町JCT - (202 212)吹上東出入口